# جورج لونگ (بازیکن فوتبال)
جورج لونگ (انگلیسی: George Long؛ زادهٔ ۵ نوامبر ۱۹۹۳) یک بازیکن فوتبال است.